# Kohama
Kohamajima (小浜島 (Tiểu Banh đảo)) (tiếng Yaeyama: Kumoo tiếng Okinawa: Kubama), là một hòn đảo thuộc quần đảo Yaeyama ở cực tây nam của quần đảo Ryukyu, và là một phần của Taketomi, Huyện Yaeyama, Okinawa, tỉnh Okinawa, Nhật Bản. Đảo có diện tích 7,84 km², với một khu vự bao quanh rộng 16,6 km². Hòn đảo cách 25 phút đi phà từ đảo Ishigaki, tức là trung tâm kinh tế và giao thông của cả quần đảo Yaeyama.

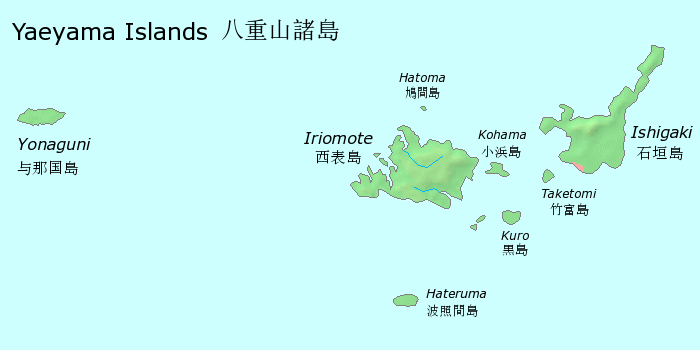
Kohama nằm giữa các đảo Iriomote và Ishigaki

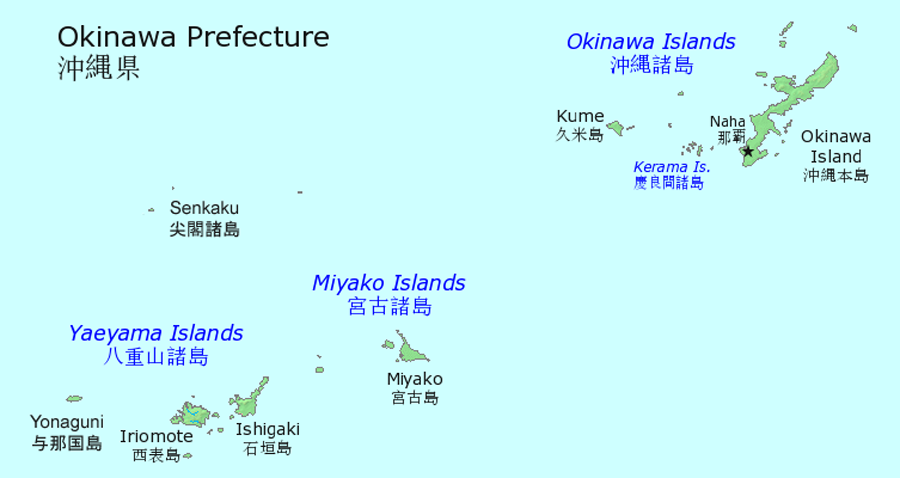
Quần đảo Yaeyama nằm ở tây nam của tỉnh Okinawa

Phim truyền hình năm 2001 của NHK mang tên Churasan được thực hiện trên đảo này. Shinobu Miyara, cựu thành viên của Da Pump, đến từ Kohamajima.

## Hình ảnh

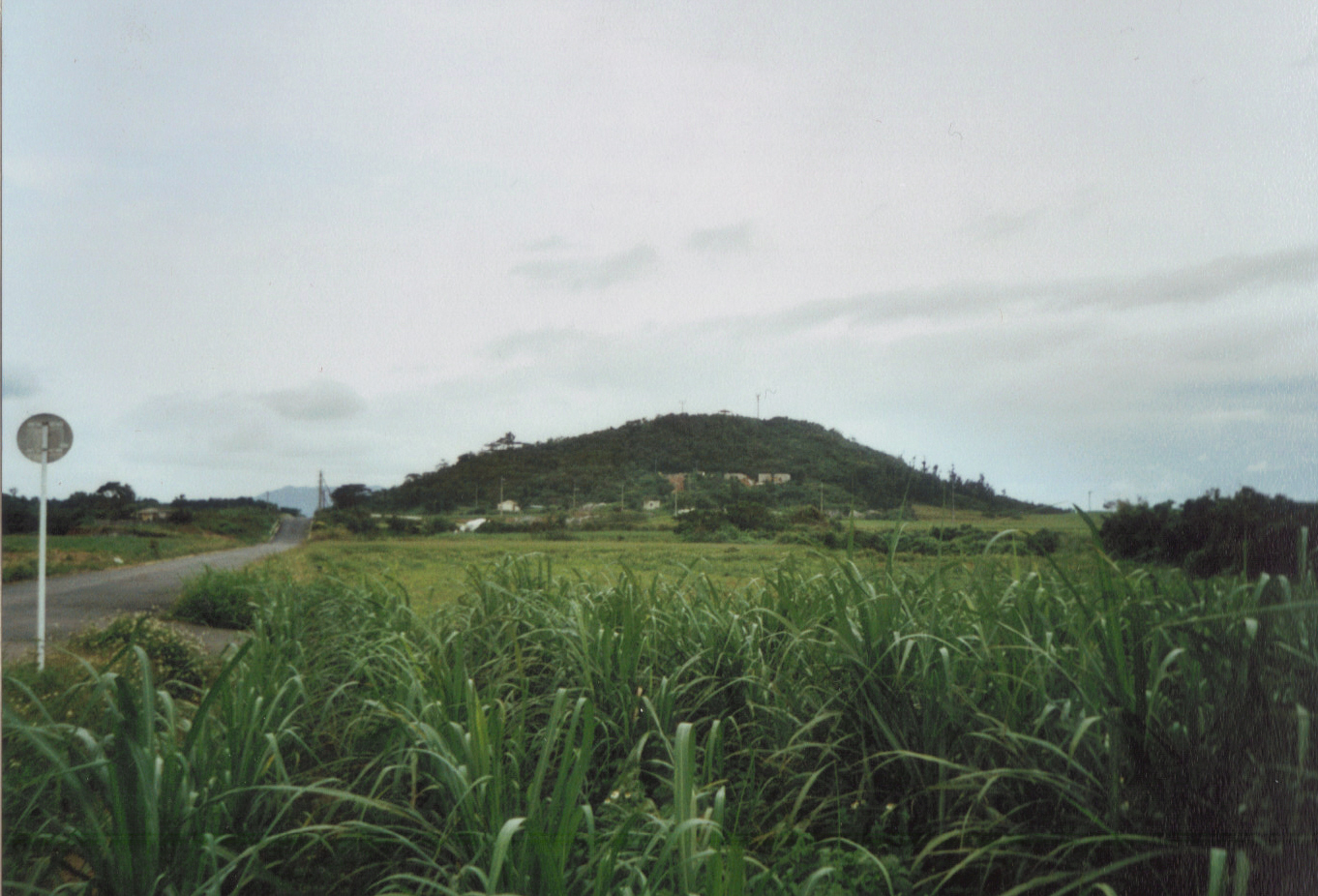
Nhìn từ núi Ufudaki
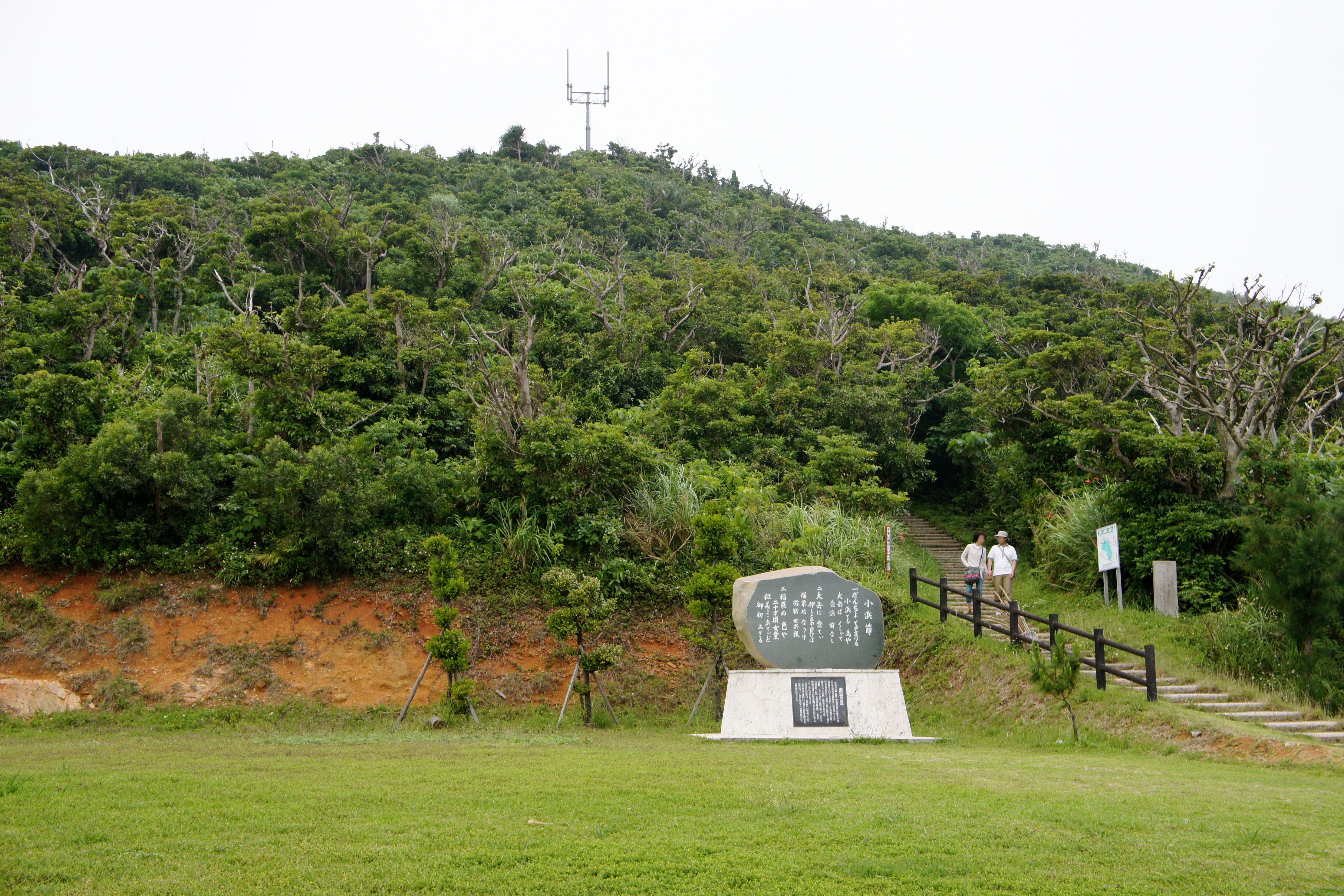
Núi Ufudaki
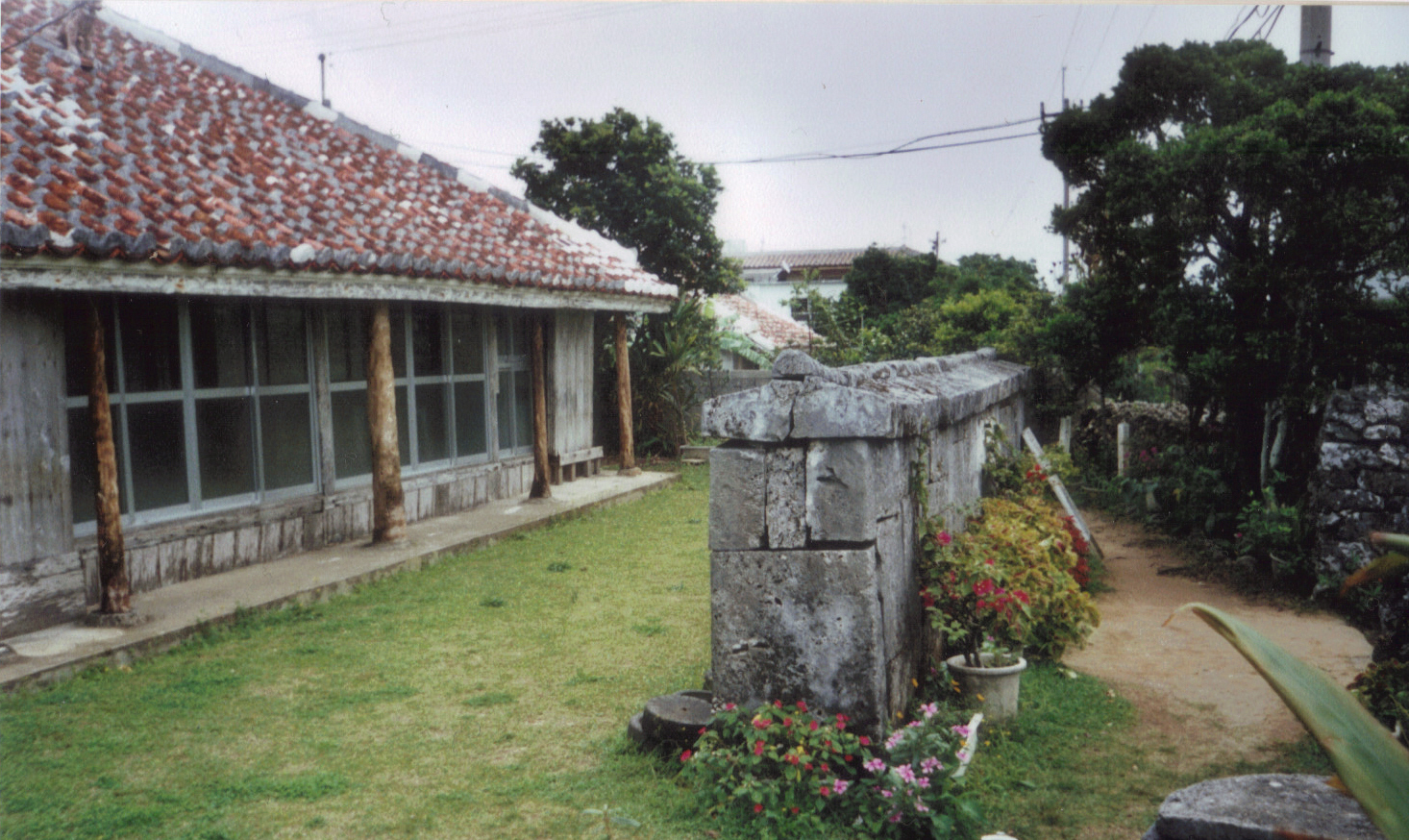
Kiến trúc truyền thống: Kohaguraso
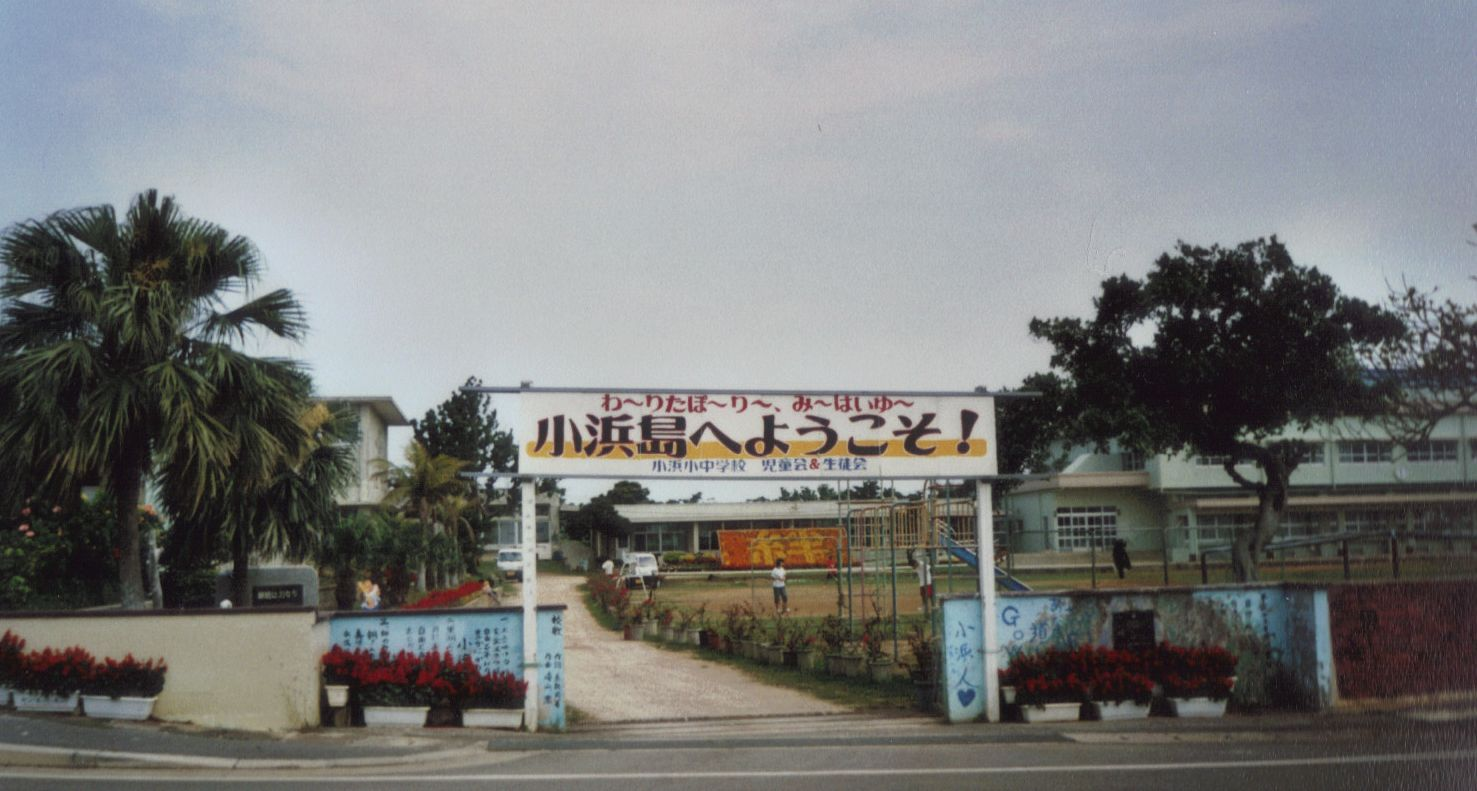
Đường ở làng Kohama
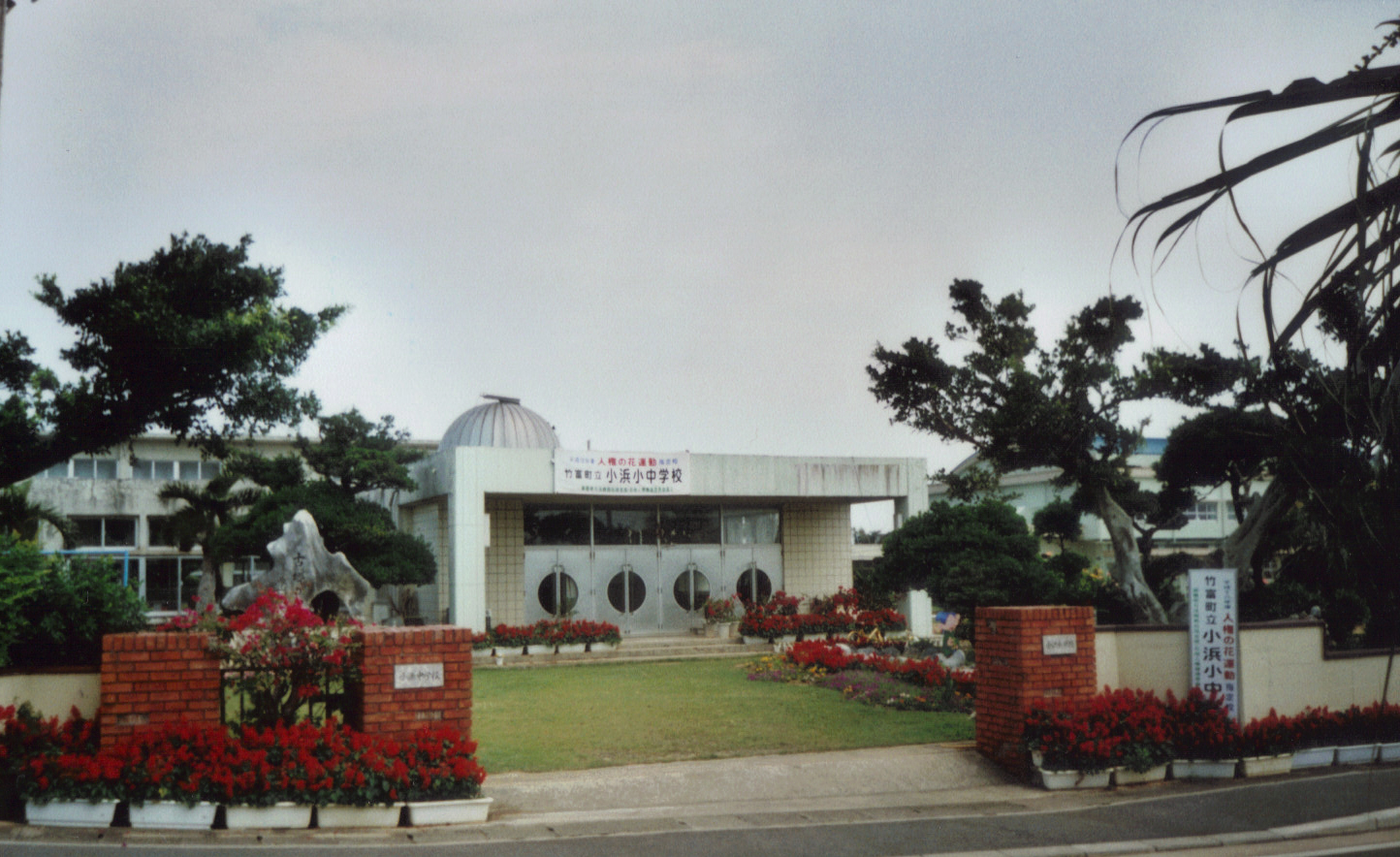
Trường ở làng Kohama
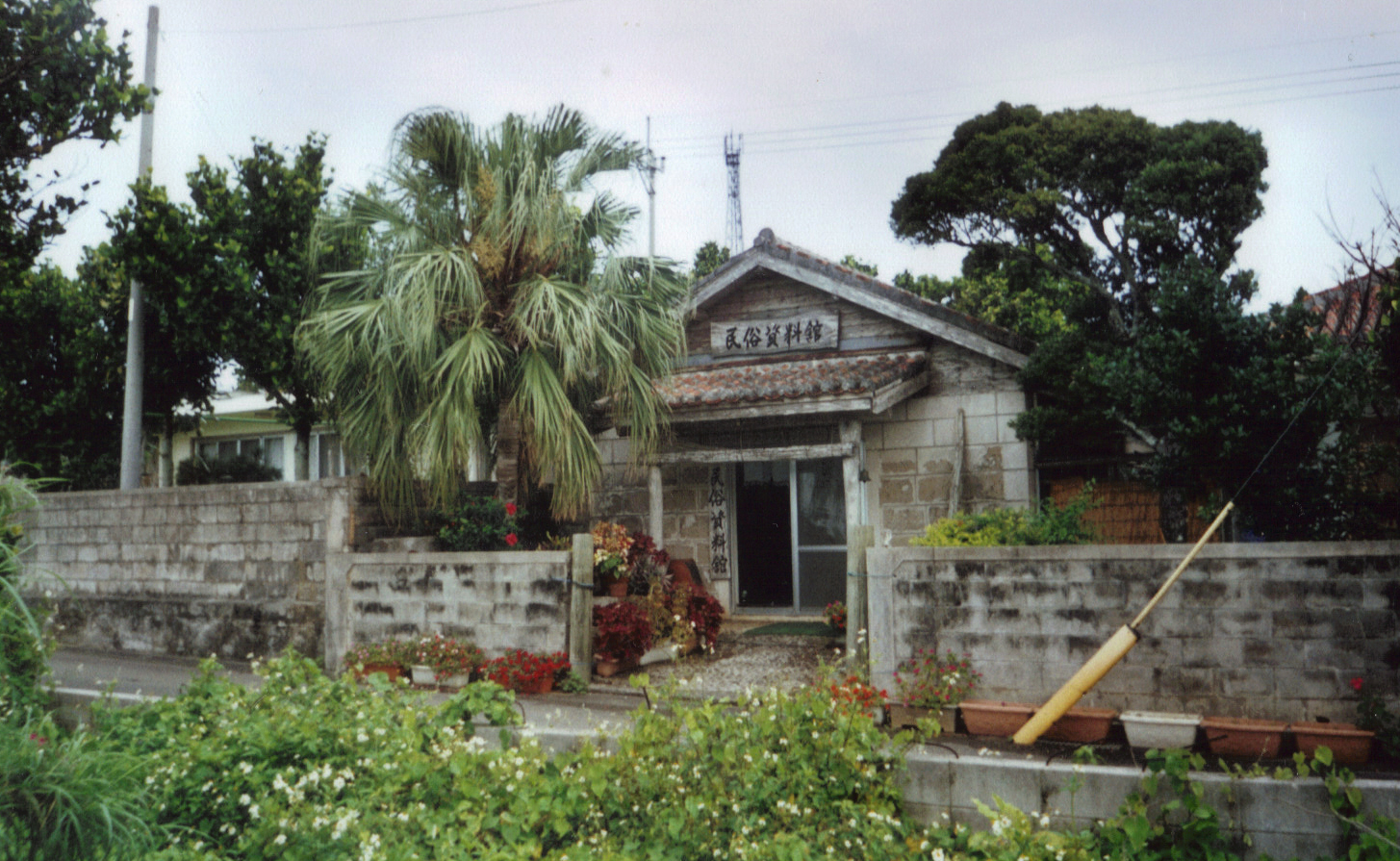
Bảo tàng